# Voldemar Vaga
Voldemar Vaga (29 de junho de 1899, em Tallinn - 22 de fevereiro de 1999, em Tartu) foi professor e historiador de arte e arquitetura da Estónia.
De 1913 a 1914 ele estudou em cursos de desenho da Sociedade de Artes da Estónia. Entre 1918 e 1919 estudou na escola de estúdio Ants Laikmaa. Em 1926 formou-se na Universidade de Tartu.
De 1933 a 1937 foi editor do departamento de arte da Enciclopédia da Estónia.
De 1925 a 1940 foi professor na Escola de Arte Pallas e de 1944 a 1969 na Universidade de Tartu.
A sua publicação mais importante foi "História Geral da Arte" (1937-1938).